# ABA-Ligasystem
Das ABA-Ligasystem, oder auch die Adriatische Basketballligapyramide, ist eine Reihe von miteinander verbundenen Ligen, für professionelle Basketballherrenmannschaften, die Mitglied bei der Adriatic Basketball Association (ABA) sind. Es besteht aus einen hierarchischen Format, mit einem Auf- und Abstiegssystem, zwischen den Wettbewerben, der jeweiligen Ebenen.
Die Adriatic Basketball Association (ABA) umfasst Vereine aus Bosnien-Herzegowina, Kroatien, Montenegro, Nordmazedonien, Serbien und Slowenien.

## Wettbewerbe
Die Pyramide besteht momentan aus drei Ebenen. Die Adriatische Basketballliga und die 2. Adriatische Basketballliga bilden die ersten zwei Ebenen, während die dritte Ebene, die höchsten nationalen Ligen, der jeweiligen Mitgliedsländer, umfasst.
Die Adriatische Basketballliga, als auch die 2. Adriatische Basketballliga, werden von der ABA-Liga JTD ausgerichtet. Die unteren Ligen werden vom jeweiligen nationalen Sportverband organisiert, mit Ausnahme von der serbischen Liga.

### Pyramidensystem
Seit der Saison 2017/18, ist das ABA-Ligasystem wie folgt:
| Ebene | Liga                                            | Liga                                            | Liga                                            | Liga                                            | Liga                                            | Liga                                            |
| ----- | ----------------------------------------------- | ----------------------------------------------- | ----------------------------------------------- | ----------------------------------------------- | ----------------------------------------------- | ----------------------------------------------- |
| 1     | Adriatische Basketballliga (14 Mannschaften)    | Adriatische Basketballliga (14 Mannschaften)    | Adriatische Basketballliga (14 Mannschaften)    | Adriatische Basketballliga (14 Mannschaften)    | Adriatische Basketballliga (14 Mannschaften)    | Adriatische Basketballliga (14 Mannschaften)    |
| 2     | 2. Adriatische Basketballliga (14 Mannschaften) | 2. Adriatische Basketballliga (14 Mannschaften) | 2. Adriatische Basketballliga (14 Mannschaften) | 2. Adriatische Basketballliga (14 Mannschaften) | 2. Adriatische Basketballliga (14 Mannschaften) | 2. Adriatische Basketballliga (14 Mannschaften) |
| 3     | Bosnien und Herzegowina Championship            | Kroatien Premier League                         | Montenegro First A League                       | Nordmazedonien First League                     | Serbien Košarkaška liga Srbije                  | Slowenien Premier League A                      |

### Andere Wettbewerbe
- ABA Super Cup
- U19 ABA League Championship

## Referenzen
1. ↑  ABA liga j.t.d: Company info : ABA League. Abgerufen am 8. April 2025 (englisch).
2. ↑  https://www.telegraf.rs/sport/kosarka/3558227-klubovi-glasali-za-vracanje-kls-pod-okrilje-kss-partizan-se-nije-pojavio-18-od-19-bilo-protiv
3. ↑  ABA liga j.t.d: The ABA League Second Division will start from the 2017/18 season : ABA League. Abgerufen am 8. April 2025 (englisch).